# Сибирско ханство
Сибирското ханство е феодална държава в Западен Сибир, образувана в края на 15 век в резултат на разпадането на Златната орда.
Център на Сибирското ханство първоначално е Чинги Тура (днес гр. Тюмен), по-късно главният град на ханството е преместен в Кашлик.
През 1555 г. хан Едигер признава васалната си зависимост от Великото московско княжество. През 1572 г. хан Кучум отхвърля зависимостта от московските князе.
През 1582 г. Ермак Тимофеевич започва присъединяването на Сибирското ханство към руската държава. В началото на 17 век ханството окончателно е присъединено към руското царство.